# بونغا ماس

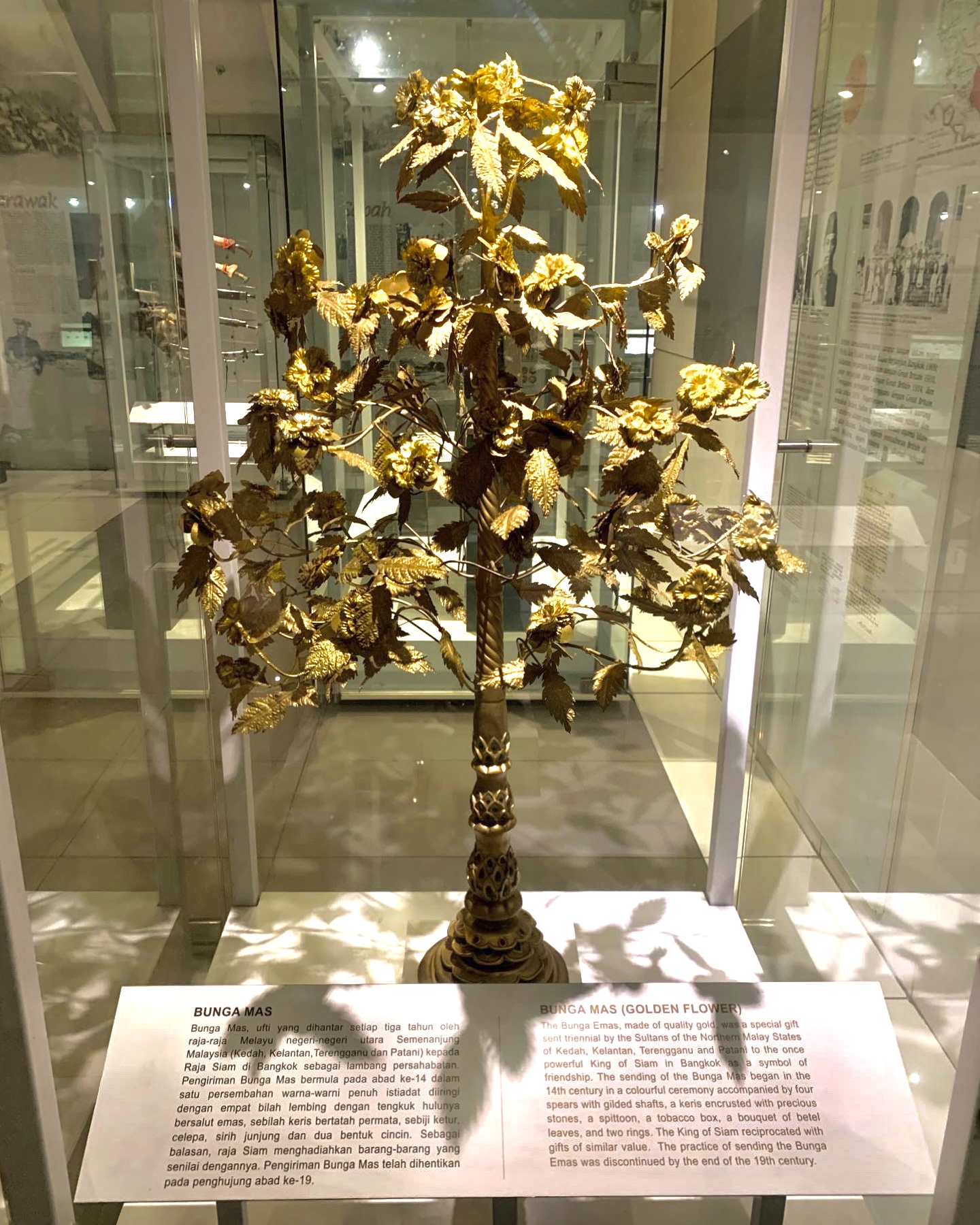
شجرة ذهبية، جزء من بونجا ماس أرسلته إحدى ولايات شمال الملايو إلى البلاط السيامي، متحف نيجارا في كوالالمبور

بونغا ماس (الزهور الذهبية والفضية)، (بالتايلندية: ต้นไม้เงินต้นไม้ทอง)‏ كانت تحية تُرسل كل ثلاث سنوات إلى ملك أيوثايا (سيام) من ولاياتها التابعة في شبه جزيرة ملايو، ولا سيما كلنتن وقدح وفطاني ونونغ شيك ويالا ورانجي، وكوبانغ باسو وسيتول. تألفت من شجرتين صغيرتين مصنوعتين من الذهب والفضة، بالإضافة إلى هدايا باهظة الثمن من الأسلحة والبضائع والعبيد.
في المرة الأولى التي تم فيها إرسال بونغا ماس من سلطنة قدح، أرسلت كلعبة لأمير تايلاندي حديث الولادة، الذي كان حفيد سلطان قدح نفسه منذ أن تزوجت ابنته من ملك تايلاند. اعتبر حكام قدح في القرن السابع عشر أنها عربون صداقة. بينما اعتبرها اعترافًا بسلطتهم بدلاً.
انتهت هذه الممارسة بتأسيس الحكم البريطاني في معظم ولايات شمال ملايو بموجب شروط المعاهدة الأنجلو سيامية لعام 1909.